# Fiamma Nirenstein

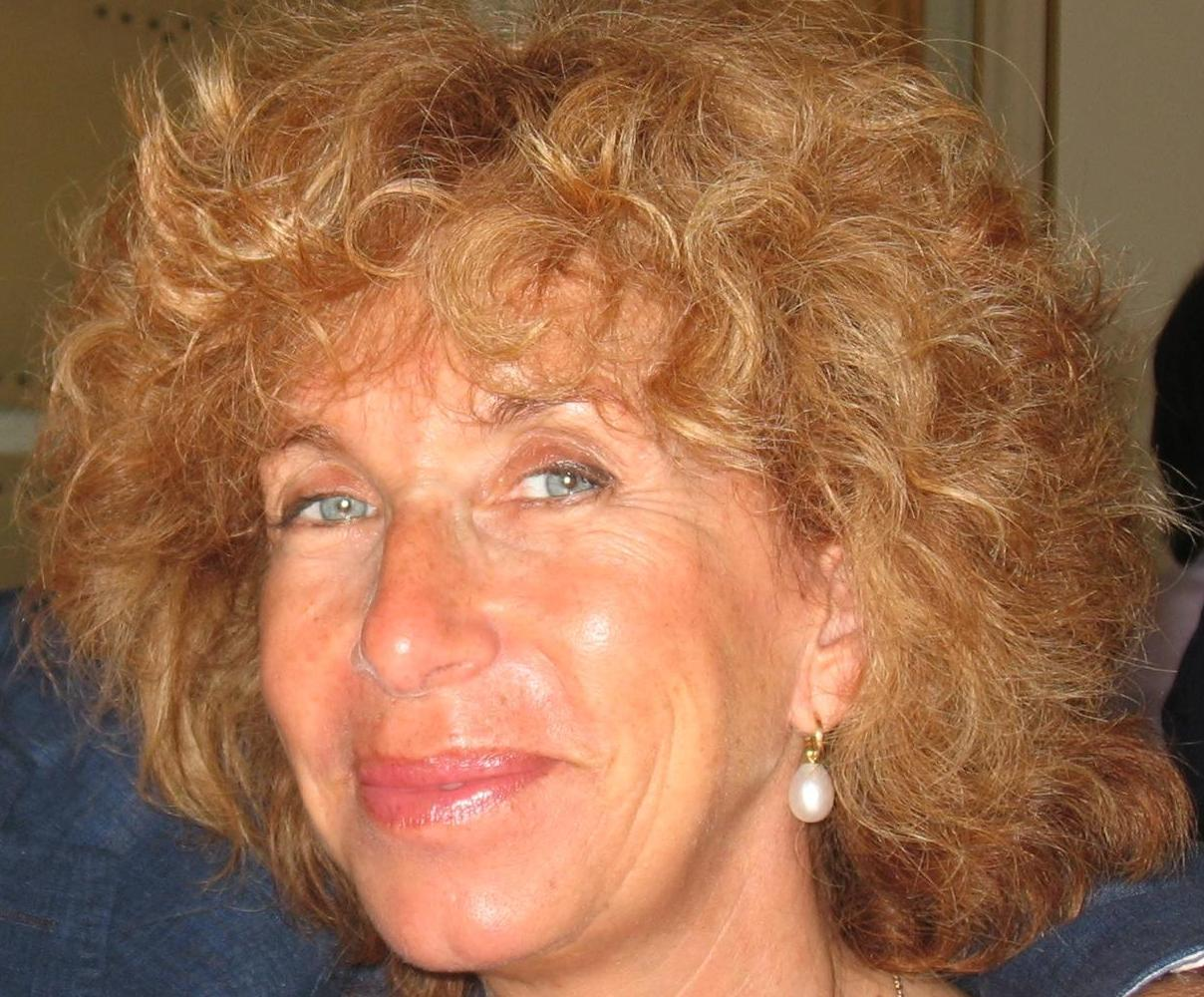
Fiamma Nirenstein (2008)

Fiamma Nirenstein (* 18. Dezember 1945 in Florenz) ist eine italienische Politikerin, politische Journalistin, Autorin, Publizistin und Hochschuldozentin.

## Leben
Fiamma Nirenstein studierte Neuere Geschichte. Mehrere Jahre arbeitete sie für die Zeitung La Stampa als Nahost-Korrespondentin. Dann wechselte zur Zeitung Il Giornale des damaligen Ministerpräsidenten Silvio Berlusconi. Im Jahr 2008 wurde sie für die Partei Il Popolo della Libertà (PdL) ins Parlament gewählt und wurde Vizesprecherin des Auswärtigen Ausschusses. 2011 wurde sie zur Vorsitzenden des Internationalen Rates jüdischer Parlamentarier gewählt. 2015 kandidierte sie erfolglos bei den Vorstandswahlen der jüdischen Gemeinde Roms.
Als Autorin und Publizistin beschäftigt sie sich insbesondere mit Antisemitismus, Terrorismus und Israelhass. Sie lebte abwechselnd in Israel (in Gilo, einem Jerusalemer Stadtviertel jenseits der 1948er-Grenzen) und Italien. Im Mai 2013 machte sie Alija, d. h., sie wanderte nach Israel ein und nahm die israelische Staatsbürgerschaft an. Sie ist mit dem israelischen Fotografen Ofer Eshed verheiratet.
Im August 2015 ernannte Benjamin Netanjahu Nirenstein zur israelischen Botschafterin in Italien. Diese Stelle trat sie aber dann aus persönlichen Gründen nicht an.

## Schriften (Auswahl)
- Il razzista democratico. Mailand : Mondadori, 1992
- Israele : una pace in guerra. Bologna : Il Mulino, 1996
- I musulmani : colloquio di Fiamma Nirenstein con Bernard Lewis. Rom : Liberal, [1999]
- L'abbandono : come l'Occidente ha tradito gli ebrei. Mailand : Biblioteca universale Rizzoli, 2003
- Gli antisemiti progressisti : la forma nuova di un odio antico. Mailand : Rizzoli, 2004
- La rivoluzione democratica contro il terrorismo. Mailand : Mondadori, 2005
- La sabbia di Gaza : cronache di uno sgombero forzato. Soveria Mannelli (Catanzaro) : Rubbettino, 2006
- Israele Siamo Noi. Mailand : Rizzoli, 2007
- A Gerusalemme. Mailand : Rizzoli, 2012
- Il califfo e l'ayatollah : assedio al nostro mondo. Mailand : Mondadori, 2015
- Con tutta me stessa un'autobiografia. Florenz : Giuntina, 2017
- Jewish Lives Matter – Diritti umani e antisemitismo. Florenz : Giuntina, 2021